# 1792
| [ Edytuj tabelę ]              | |
| Król Polski                    | - 1764 Stanisław August Poniatowski 1795                                                                                                   |
| Emir Afganistanu               | - 1772 Timur Szah Durrani 1793 |
| Współksiążęta Andory           | - 1785 Josep de Boltas 1795 - 1774 Ludwik XVI 1792                                                                                         |
| Arcyksiążę Austrii             | - 1792 Franciszek II Habsburg 1804 |
| Elektor Bawarii                | - 1777 Karol Teodor 1799 |
| Sułtan Brunei                  | - 1762 Omar Ali Saifuddin I 1795 |
| Cesarz Chin                    | - 1735 Qianlong 1796 |
| Król Czech                     | - 1790 Leopold II Habsburg 1792 - 1792 Franciszek II Habsburg 1835                                                                         |
| Król Danii                     | - 1766 Chrystian VII 1808 |
| Dalajlama                      | - 1758 Jamphel Gjaco 1804 |
| Król Francji                   | - 1774 Ludwik XVI 1792 |
| Król Gruzji                    | - 1762 Herakliusz II 1798 |
| Król Hiszpanii                 | - 1788 Karol IV 1808 |
| Stadhouder Holandii            | - 1751 Wilhelm V Orański 1795 |
| Szach Iranu                    | - 1789 Lotf Ali Chan 1794 |
| Państwo Wielkich Mogołów       | - 1759 Shah Alam II 1806 |
| Król Irlandii                  | - 1760 Jerzy III Hanowerski 1820 |
| Cesarz Japonii                 | - 1779 Kōkaku 1817 |
| Kalif                          | - 1789 Selim III 1807 |
| Patriarcha Konstantynopola     | - 1789 Neofit VII 1794 |
| Władca Korei                   | - 1776 Chŏngjo 1800 |
| Książę Kurlandii i Semigalii   | - 1769 Piotr Biron 1795 |
| Emir Kuwejtu                   | - 1762 Abd Allah I 1814 |
| Książę Liechtensteinu          | - 1781 Alojzy I 1805 |
| Sułtan Maroka                  | - 1790 Jazid ibn Muhammad 1792 - 1792 Maulaj Sulajman 1822                                                                                 |
| Książę Monako                  | - 1733 Honoriusz III 1793 |
| Król Nepalu                    | - 1777 Rana Bahadur 1799 |
| Król Norwegii                  | - 1784 Fryderyk VI 1814 |
| Sułtan Omanu                   | - 1786 Hamid ibn Sa’id 1792 - 1792 Sultan ibn Ahmad 1804                                                                                   |
| Elektor Palatynatu             | - 1742 Karol IV Teodor 1799 |
| Papież                         | - 1775 Pius VI 1799 |
| Książę Parmy i Piacenzy        | - 1765 Ferdynand 1802 |
| Król Portugalii                | - 1777 Maria I 1816 |
| Król Prus                      | - 1786 Fryderyk Wilhelm II 1797 |
| Car Rosji                      | - 1762 Katarzyna II Wielka 1796 |
| Cesarz Rzymski (niemiecki)     | - 1790 Leopold II Habsburg 1792 - 1792 Franciszek II Habsburg 1806                                                                         |
| Kapitanowie Regenci San Marino | - 1791 Antonio Onofri Girolamo Paoloni 1792 - 1792 Giuliano Gozi Giovanni Filippi 1792 - 1792 Giambattista Bonelli Marino Francesconi 1793 |
| Elektor Saksonii               | - 1763 Fryderyk August III 1806 |
| Król Sardynii                  | - 1773 Wiktor Amadeusz III 1796 |
| Król Szwecji                   | - 1771 Gustaw III 1792 - 1792 Gustaw IV Adolf 1809                                                                                         |
| Król Tajlandii                 | - 1782 Buddha Yodfa Chulalok 1809 |
| Sułtan Turków                  | - 1789 Selim III 1807 |
| Prezydent USA                  | - 1789 George Washington 1797 |
| Doża Wenecji                   | - 1789 Ludovico Manin 1797 |
| Król Węgier                    | - 1790 Leopold II 1792 - 1792 Franciszek 1835                                                                                              |
| Monarcha Wielkiej Brytanii     | - 1760 Jerzy III 1820 |
| Premier Wielkiej Brytanii      | - 1783 William Pitt Młodszy 1801 |
| Cesarz Wietnamu                | - 1788 Quang Trung 1792 - 1792 Cảnh Thịnh 1802                                                                                             |

Rok 1792 / MDCCXCII
stulecia: XVII wiek ~
XVIII wiek ~
XIX wiek

lata: 1782 «
1787 «
1788 «
1789 «
1790 «
1791 «
1792
» 1793
» 1794
» 1795
» 1796
» 1797
» 1802

## Wydarzenia w Polsce
- 1 stycznia – uroczyste poświęcenie kościoła św. Piotra i Pawła w Lachowicach.
- 14 kwietnia – Franciszek Wielopolski został pierwszym prezydentem Krakowa.
- 16 kwietnia – Ignacy Wyssogota Zakrzewski został pierwszym prezydentem Warszawy.
- 27 kwietnia – w Petersburgu, pod kontrolą Rosji, zawiązano konfederację, ogłoszoną dopiero w Targowicy nad Siwuchą 14 maja. Utworzyli ją magnaci niezadowoleni z reform Sejmu Wielkiego i pragnący przywrócenia dawnego porządku.
- 2 maja – założono cmentarz ewangelicko-augsburski w Warszawie.
- 14 maja – w Targowicy nad Siwuchą ogłoszono zawiązanie przez polskich magnatów konfederacji przeciwko reformom Sejmu Wielkiego.
- 18 maja:
  - Katarzyna II wydała manifest przeciwko władzom Rzeczypospolitej.
  - wojska rosyjskie wkroczyły do Rzeczypospolitej, rozpoczęła się wojna polsko-rosyjska (II rozbiór Polski).
- 20 maja – otwarto i poświęcono Cmentarz Powązkowski w Warszawie.
- 26 maja – wojna polsko-rosyjska: klęska wojsk litewskich w bitwie pod Opsą.
- 29 maja – zawieszono obrady Sejmu Wielkiego.
- Po zajęciu Krakowa przez wojska rosyjskie odbyła się w kościele Mariackim uroczysta wotywa dla uczczenia zwycięstwa Targowicy.
- 1 czerwca – wojna polsko-rosyjska: zdymisjonowano naczelnego wodza armii litewskiej księcia Ludwika Wirtemberskiego, któremu udowodniono zdradę i działania na korzyść armii rosyjskiej.
- 10 czerwca – wojna polsko-rosyjska: zwycięstwo wojsk litewskich w bitwie pod Stołpcami.
- 11 czerwca – wojna polsko-rosyjska: klęska wojsk litewskich w bitwie pod Mirem.
- 14 czerwca – wojna polsko-rosyjska: porażka Polaków w bitwie pod Boruszkowcami.
- 18 czerwca – wojna polsko-rosyjska: zwycięska bitwa pod Zieleńcami ks. Józefa Poniatowskiego nad wojskami rosyjskimi.
- 22 czerwca – Stanisław August Poniatowski ustanowił Order Virtuti Militari dla uczczenia zwycięstwa pod Zieleńcami.
- 25 czerwca – w Ostrogu na Wołyniu po raz pierwszy wręczono Ordery Virtuti Militari. Udekorowano nimi 15 oficerów i żołnierzy biorących udział w zwycięskiej bitwie pod Zieleńcami z Rosjanami.
- 4 lipca – wojna polsko-rosyjska: zwycięstwo Rosjan w bitwie pod Zelwą.
- 14 lipca – wojna polsko-rosyjska: zwycięstwo Rosjan w bitwie pod Wojszkami.
- 18 lipca – wojna polsko-rosyjska: nierozstrzygnięta bitwa pod Dubienką wojsk polskich pod dowództwem Tadeusza Kościuszki z armią rosyjską.
- 23 lipca:
  - akces króla Stanisława Augusta Poniatowskiego do Targowicy zakończył wojnę polsko-rosyjską w obronie konstytucji 3 maja.
  - wojna polsko-rosyjska: porażka wojsk litewskich w bitwie pod Brześciem.
- 24 lipca – wojna polsko-rosyjska: zwycięstwo wojsk litewskich w bitwie pod Krzemieniem.
- 12 września – Maciej Bajer został prezydentem Krakowa.

- Powstała pierwsza kopalnia węgla kamiennego w Jaworznie.
- Walerian Bogdanowicz wystąpił z projektem przejęcia przez skarb państwa części majątków ziemskich należących do kleru polskiego oraz poddania seminariów kontroli Komisji Edukacji Narodowej[1].

## Wydarzenia na świecie
- 9 stycznia – w Jassach został podpisany traktat pokojowy między Imperium Rosyjskim a Imperium Osmańskim. Turcja utraciła Jedysan i uznała aneksję Chanatu Krymskiego przez Rosję oraz rosyjskie zwierzchnictwo nad Gruzją.
- 16 marca – na balu maskowym postrzelono króla Szwecji Gustawa III (zmarł 29 marca).
- 20 marca – Zgromadzenie Prawodawcze ustanowiło zgilotynowanie jedyną formą wykonania kary śmierci w I Republice.
- 29 marca – Gustaw IV Adolf został królem Szwecji. 29 marca 1809 został zmuszony do abdykacji po klęskach wojennych i utracie Finlandii na rzecz Rosji.
- 2 kwietnia – Kongres Stanów Zjednoczonych przyjął ustawę (Coinage Act) powołującą Mennicę Stanów Zjednoczonych.
- 20 kwietnia – francuskie Zgromadzenie Prawodawcze wypowiedziało wojnę Austrii. Wybuchła wojna francusko-austriacka. Do Austrii dołączyły Prusy, a w następnym roku Wielka Brytania, Holandia, Hiszpania i Sardynia.
- 25 kwietnia:
  - Claude Joseph Rouget de Lisle napisał słowa i muzykę Marsylianki.
  - wykonano pierwszy wyrok śmierci przy użyciu gilotyny.
- 11 maja – kapitan Robert Gray odkrył ujście rzeki Kolumbia do Pacyfiku w Oregonie.
- 15 maja – I koalicja antyfrancuska: Francja wypowiedziała wojnę Królestwu Sardynii.
- 16 maja – otwarto Teatro La Fenice w Wenecji.
- 17 maja – powstała NYSE – Nowojorska Giełda Papierów Wartościowych.
- 21 maja – wybuch japońskiego wulkanu Unzen wywołał tsunami, które zabiło około 15 tys. osób w mieście Shimabara.
- 1 czerwca – Kentucky jako 15. stan dołączyło do Unii.
- 4 czerwca – George Vancouver przyłączył do korony brytyjskiej tereny wokół Puget Sound w dzisiejszym stanie Waszyngton na zachodnim wybrzeżu USA.
- 20 czerwca – rewolucja francuska: podczas demonstracji zorganizowanej w Paryżu przez żyrondystów tłum wtargnął do siedziby króla Ludwika XVI, który wraz z żoną został zwymyślany oraz zmuszony do założenia czapki frygijskiej.
- 5 lipca – Franciszek II Habsburg został wybrany na cesarza rzymsko-niemieckiego.
- 11 lipca – rewolucja francuska: we Francji powstał legion amazonek, który miał walczyć w obronie rewolucji z Austrią. Francuskie Zgromadzenie Ustawodawcze ogłosiło dekret Ojczyzna w niebezpieczeństwie.
- 9 sierpnia – Franciszek II Habsburg został koronowany na króla Czech.
- 10 sierpnia – rewolucja francuska: w Paryżu na siedzibę króla w Tuileries ruszył tłum robotników, gwardzistów i drobnomieszczaństwa zabijając kilkuset obrońców siedziby króla. Zastraszone tym wydarzeniem Zgromadzenie Prawodawcze postanowiło zawiesić króla w czynnościach do czasu, aż o jego losie zadecyduje nowy parlament, określiło, że w wyborach do nowego parlamentu, zwanego Zgromadzeniem Narodowym, mają prawo brać udział wszyscy żyjący z własnej pracy i pełnoletni obywatele.
- 26 sierpnia – za postawę w bitwie pod Dubienką Tadeusz Kościuszko otrzymał honorowe obywatelstwo Francji.
- 2 września – rewolucja francuska: w obliczu pruskiej inwazji i upadku twierdzy w Verdun, z poduszczenia Marata i Dantona lud Paryża dokonał samosądu na więzionych „wrogach ludu”. W Paryżu rozpoczęły się masakry wrześniowe aresztowanych przedstawicieli szlachty i duchowieństwa.
- 11 września – rewolucja francuska: w Paryżu rozpoczęło się trwające niemal tydzień plądrowanie upaństwowionych zbiorów królewskich (zdeponowanych w Hôtel de la Marine), w trakcie którego skradziono francuskie klejnoty koronne - w tym błękitny diament Bleu de France; przeszlifowany, pojawił się na rynku w 1830 roku, obecnie znany jest pod nazwą Hope.
- 20 września – I koalicja antyfrancuska: armia francuska zwyciężyła wojska pruskie pod Valmy.
- 21 września – rewolucja francuska: Ludwik XVI został formalnie zdetronizowany przez Konwent Narodowy. Zniesienie monarchii i powstanie republiki we Francji.
- 22 września – rewolucja francuska: aresztowanie króla Francji Ludwika XVI. Jest to data początkowa kalendarza rewolucyjnego.
- 12 października – w Nowym Jorku obchodzono pierwszy raz Dzień Kolumba (ang. Columbus Day).
- 13 października – wmurowano kamień węgielny pod budowę Białego Domu w Waszyngtonie.
- 6 listopada – armia francuska pokonała wojska austriackie pod Jemappes. Początek okupacji Belgii przez Francuzów.
- 5 grudnia – George Washington został po raz drugi wybrany prezydentem USA.
- 11 grudnia – rewolucja francuska: rozpoczął się proces Ludwika XVI.

- W USA powstały Partia Federalistyczna i Partia Demokratyczno-Republikańska.

## Urodzili się
- 7 stycznia – Henryk Marconi, polski architekt pochodzenia włoskiego (zm. 1863)
- 8 stycznia – Tomasz Paschalis Konarski, polski generał brygady kawalerii, uczestnik powstania listopadowego, emigrant (zm. 1878)
- 16 stycznia – Adam, hrabia Wirtembergii, generał Królestwa Polskiego (zm. 1847)
- 7 marca – John Herschel, angielski astronom i fizyk, pionier fotografii, wprowadził pojęcia „negatyw” i „pozytyw” (zm. 1871)
- 5 kwietnia – Stanisław Trębicki, polski generał brygady (zm. 1830)
- 10 maja – Willie Person Mangum, amerykański polityk, senator ze stanu Karolina Północna (zm. 1861)
- 21 maja – Gaspard-Gustave de Coriolis, francuski inżynier i matematyk (zm. 1843)
- 22 czerwca – Dominik od Matki Bożej, włoski pasjonista, błogosławiony katolicki (zm. 1849)
- 8 lipca – Teresa Sachsen-Hildburghausen, królowa Bawarii (zm. 1854)
- 10 lipca – George Dallas, amerykański polityk, wiceprezydent USA (zm. 1864)
- 20 lipca – Ignacy Prądzyński, polski generał (zm. 1850)
- 4 sierpnia – Percy Bysshe Shelley, angielski poeta (zm. 1822)
- 5 września – Pierre-Armand Dufrénoy, francuski geolog i mineralog, inżynier górniczy (zm. 1857)
- 16 września – Kajetan Morozewicz, polski prawnik, ekonomista, uczestnik powstania listopadowego (zm. 1869)
- 3 października – Józef Dionizy Minasowicz, polski poeta, tłumacz, teoretyk literatury, prawnik (zm. 1849)
- 18 października – Jakub Walenty Lewiński, polski generał, uczestnik powstania listopadowego (zm. 1867)
- 15 listopada – Isaac Toucey, amerykański polityk, sekretarz Marynarki Wojennej USA (zm. 1869)
- 1 grudnia – Nikołaj Łobaczewski, matematyk rosyjski (zm. 1856)
- 6 grudnia – Wilhelm II, król Holandii i wielki książę Luksemburga (zm. 1849)
- data dzienna nieznana: 
  - Barbara Han A-gi, koreańska męczennica, święta katolicka (zm. 1839)

## Święta ruchome
- Tłusty czwartek: 16 lutego
- Ostatki: 21 lutego
- Popielec: 22 lutego
- Niedziela Palmowa: 1 kwietnia
- Wielki Czwartek: 5 kwietnia
- Wielki Piątek: 6 kwietnia
- Wielka Sobota: 7 kwietnia
- Wielkanoc: 8 kwietnia
- Poniedziałek Wielkanocny: 9 kwietnia
- Wniebowstąpienie Pańskie: 17 maja
- Zesłanie Ducha Świętego: 27 maja
- Boże Ciało: 7 czerwca